# Bitterfeld
Bitterfeld est une ancienne commune allemande située dans l'arrondissement d'Anhalt-Bitterfeld, dans le Land de Saxe-Anhalt. Depuis le 1er juillet 2007, elle fait partie de la ville de Bitterfeld-Wolfen.
Elle est située à 24 km au sud de Dessau-Roßlau et à 29 km au nord-est de Halle (Saale). Elle fut fondée au XIIe siècle par une colonie flamande, dont les membres font valoir leurs terres en commun.
Lorsqu'elle appartenait encore à la République démocratique allemande, Bitterfeld était célèbre pour son complexe d'industrie chimique qui était particulièrement polluant, même selon les normes en vigueur à l'époque en RDA. À ce jour, la ville est toujours majoritairement industrielle.
Elle fut aussi le lieu de conférences de politique culturelle (Voie de Bitterfeld) au Kulturpalast Bitterfeld.
Bitterfeld organise tous les ans le festival de metal appelé United Metal Maniacs.